# 伊士曼音乐学院
伊士曼音乐学院（英語：Eastman School of Music，ESM）是隶属于罗彻斯特大学的音乐学院，座落于美国纽约州罗彻斯特市区中心地带。该学院被认为是世界上最有名望的音乐学院之一，与其它排名靠前的音乐学院（如朱利亚德学院与柯蒂斯音乐学院）一起，伊士曼音乐学院凭借其对音乐方面高标准的努力而在国际享有很高的声望。

## 历史
该校于1921年由伊士曼柯达公司的创立者，实业家以及慈善家乔治·伊士曼创办。